# Russell Dickerson
Russell Edward Dickerson (* 7. Mai 1987 in Union City, Tennessee) ist ein US-amerikanischer Countrysänger. Bekannt wurde er ab 2017 mit einer Reihe von Radiohits wie Yours und Love You Like I Used To.

## Biografie
Russell Dickerson wurde in Tennessee geboren und wuchs in der Country-Hauptstadt Nashville auf. Während der College-Zeit beschloss er, Berufsmusiker zu werden, und machte daraufhin einen Abschluss in Musik an der Belmont University. 2010 bekam er bei der Creative Artists Agency einen Vertrag als Songschreiber. Daneben startete er auch eine Karriere als Musiker. Mit der Single That’s My Girl war er 2011 noch erfolglos, zwei Jahre später war Green Light immerhin ein Achtungserfolg im Radio.
Weitere zwei Jahre vergingen, in denen er sich mehr hin zum Country-Pop mit Orientierung zu R&B entwickelte, bis er mit Yours seinen ersten großen Hit geschrieben hatte. Nach ersten lokalen Erfolgen schaffte er mit der zugehörigen EP 2016 den Einstieg in die nationalen Countrycharts. Es dauerte aber noch ein weiteres Jahr bis zum Durchbruch. Im Sommer 2017 wurde Yours zum Nummer-eins-Hit in den Country-Airplaycharts und schaffte es anschließend auf Platz 3 der Country-Singles.
Daraufhin plante er für das Jahresende die Veröffentlichung seines Debütalbums, das ebenfalls den Titel Yours trägt. Im November kam es auf Platz 5 der Country-Alben und sogar für eine Woche in die Top 40 der offiziellen Albumcharts. Der Titelsong kam auch in die offiziellen Singlecharts und erreichte schließlich 3-fach-Platin-Status. Mit Blue Tacoma und Every Little Thing enthielt das Album zwei weitere Hits, die mit einigem Abstand Platz 1 bei den Country-Radiosendern erreichten und ihm noch zwei Platin-Schallplatten brachten.
Im Sommer 2020 folgte mit Love You Like I Used To sein vierter Nummer-1-Radioerfolg und ein weiteres Mal Platin. Das Lied bereitete seine zweite Albumveröffentlichung vor. Southern Symphony konnte aber den Erfolg von Yours nicht wiederholen und blieb in den Platzierungen dahinter zurück. Auch die zweite Singleauskopplung Home Sweet kam nicht an die vorherigen Hits heran.

## Diskografie

### Alben
| Jahr | Titel             | Höchstplatzierung, Gesamtwochen, AuszeichnungChartplatzierungen (Jahr, Titel, Platzierungen, Wochen, Auszeichnungen, Anmerkungen) | Höchstplatzierung, Gesamtwochen, AuszeichnungChartplatzierungen (Jahr, Titel, Platzierungen, Wochen, Auszeichnungen, Anmerkungen) | Anmerkungen                            |
| Jahr | Titel             | US | Country | Anmerkungen                            |
| ---- | ----------------- | --- | --- | -------------------------------------- |
| 2016 | Yours (EP)        | US— GoldUS | Country14 (2 Wo.)Country | Erstveröffentlichung: 18. Januar 2016  |
| 2017 | Yours             | US39 (1 Wo.)US | Country5 (74 Wo.)Country | Erstveröffentlichung: 13. Oktober 2017 |
| 2020 | Southern Symphony | US134 (1 Wo.)US | Country14 (4 Wo.)Country | Erstveröffentlichung: 4. Dezember 2020 |
| 2022 | Russell Dickerson | US136 (1 Wo.)US | Country18 (2 Wo.)Country | Erstveröffentlichung: 4. November 2022 |

### Singles
| Jahr | Titel Album                               | Höchstplatzierung, Gesamtwochen, AuszeichnungChartplatzierungen (Jahr, Titel, Album, Platzierungen, Wochen, Auszeichnungen, Anmerkungen) | Höchstplatzierung, Gesamtwochen, AuszeichnungChartplatzierungen (Jahr, Titel, Album, Platzierungen, Wochen, Auszeichnungen, Anmerkungen) | Anmerkungen                                        |
| Jahr | Titel Album                               | US | Country | Anmerkungen                                        |
| ---- | ----------------------------------------- | --- | --- | -------------------------------------------------- |
| 2017 | Yours                                     | US49 ×3Dreifachplatin · (20 Wo.)US | Country3 (37 Wo.)Country | Erstveröffentlichung: 24. April 2017               |
| 2018 | Blue Tacoma Yours                         | US52 ×2Doppelplatin · (19 Wo.)US | Country5 (26 Wo.)Country | Erstveröffentlichung: 5. März 2018                 |
| 2018 | Every Little Thing Yours                  | US50 Platin · (12 Wo.)US | Country5 (34 Wo.)Country | Erstveröffentlichung: 3. Dezember 2018             |
| 2020 | Love You Like I Used To Southern Symphony | US31 ×2Doppelplatin · (20 Wo.)US | Country5 (37 Wo.)Country | Erstveröffentlichung: 2. März 2020                 |
| 2021 | Home Sweet Southern Symphony              | US88 Gold · (7 Wo.)US | Country21 (40 Wo.)Country | Erstveröffentlichung: 11. Januar 2021              |
| 2022 | She Likes It Russell Dickerson            | US63 ×2Doppelplatin · (30 Wo.)US | Country13 (42 Wo.)Country | Erstveröffentlichung: 4. April 2022 mit Jake Scott |
| 2022 | God Gave Me a Girl Russell Dickerson      | US81 (5 Wo.)US | Country15 (20 Wo.)Country | Erstveröffentlichung: 12. Dezember 2022            |
| 2025 | Happen to Me –                            | US39 (… Wo.)US | Country9 (… Wo.)Country | Erstveröffentlichung: 21. Februar 2025             |